# 呂光洋
呂光洋（1945年3月—），臺灣生物學者，臺中市豐原區人，國立臺灣師範大學生命科學系名譽教授，美國密西西比州立大學博士，研究專長為生態學及演化生物學，尤其以兩棲爬行動物的研究著稱，發現及鑑定了翡翠樹蛙等多種臺灣兩棲爬蟲類的新物種。
臺灣特有種呂氏攀蜥（Diploderma luei）的種小名用以紀念呂光洋對臺灣生物研究的貢獻，這也是臺灣研究人員的姓氏首次出現在兩棲爬行動物的學名上。

## 生平
1945年出生於豐原鎮，臺中一中畢業後，1967年考上國立臺灣師範大學生物學系，喜歡至野外採集、觀察動植物。大学畢業後前往美國留学，在密西西比州立大學攻读博士学位，期間曾研究毒物對生態系中生物的影響。
1977年，取得生態學與演化學博士學位，並返臺任教於國立臺灣師範大學生物學系，直到2010年退休。在其學術生涯中，主持並執行了諸多研究計畫，對太魯閣國家公園、武陵農場、陽明山國家公園、大武山自然保留區等多個臺灣陸域生態系做了不少調查與研究，相關成果及科普著作豐碩，也曾參與高中生物教材的編輯。其學生不少成為臺灣生物學界的專家，例如：專精於山椒魚研究的賴俊祥。
曾任臺灣特有生物研究保育中心諮詢委員、臺北市立動物園顧問、臺灣野生物管理保育協會理事長，為台灣兩棲爬蟲動物協會創始人暨永久榮譽理事長、台灣兩棲類動物保育協會名譽理事長。

## 貢獻
- 首創臺灣野生動物資料庫以及臺灣系統研究野生動物的制度。[1][2][12]
- 發現及鑑定出臺灣生物的新物種：[1][2]

### 兩棲類
- 橙腹樹蛙：臺灣特有種，與賴俊祥、陳賜隆共同發表[13]
- 諸羅樹蛙：臺灣特有種，與賴俊祥、陳賜隆共同發表[14]
- 翡翠樹蛙：臺灣特有種[15]
- 巴氏小雨蛙[16]
- 觀霧山椒魚：臺灣特有種，與賴俊祥共同發表[17]
- 南湖山椒魚：臺灣特有種，與賴俊祥共同發表[17]

### 爬蟲類
- 臺灣蜓蜥：臺灣特有種，和陳世煌共同發表[18]
- 鹿野草蜥：臺灣特有種，分離自台灣草蜥，與林思民共同發表[19]
- 翠斑草蜥：臺灣特有種，分離自台灣草蜥，與林思民共同發表[19]

## 紀念
呂光洋在兩棲爬行動物的研究成果豐碩，獲得相關學者敬重，1998年太田英利、陳賜隆、向高世等學者發表新物種呂氏攀蜥（Diploderma luei）時，以呂光洋使用的姓氏轉寫「Lue」作為種小名 luei，意為「呂的」，彰顯其在臺灣生物研究上的貢獻，這也是臺灣研究人員的姓氏首次出現在兩棲爬行動物的學名上。

## 著作

### 書籍
- 呂光洋、陳世煌合著，張正雄攝影，《臺灣的兩棲類》，1982。
- 呂光洋，《漫談常見的鳥獸》，1983。
- 呂光洋，《青蛙和蟾除》，1983。
- 呂光洋、呂紹瑜、莊國碩等，《太魯閣國家公園動物生態景觀資源之調查》，臺北縣新店市：內政部營建署國家公園組，1983。
- 呂光洋，《國民旅遊叢書：臺灣之生態簡介》，臺北市：交通部觀光局，1984。
- 呂光洋，《鳥的世界》，臺北市：幼獅出版社，1985。
- 呂光洋、杜銘章、陳世煌、呂紹瑜等，《南仁山區水域之湖沼學和兩棲爬蟲動物之調查》，1985。
- 呂光洋，《青蛙和蟾蜍》，臺北市：圖文出版社，1986。
- 呂光洋等，《臺灣沿海地區自然環境保護計劃》，臺北：自然生態保育協會，1986。
- 呂光洋、滕春台、葉冠群，《臺灣長鬃山羊之生態研究》，臺北市：行政院農委會，1986。
- 黃郁文、呂光洋，《台灣長鬃山羊生態學上之初步探討》，臺北市：行政院農委會，1987。
- 呂光洋、陳世煌、陳玉松、陳賜隆，《臺灣爬蟲類動物-蜥蜴類》，臺灣省政府教育廳，1987。
- 呂光洋、陳世煌、葉冠群，《兩棲、爬蟲類簡介》，屏東縣：內政部營建署墾丁國家公園管理處，1987。
- 王鑫、楊遠波、陳擎霞、石磊、王穎、呂光洋、李玲玲、趙榮台，《大武山自然資源之初步調查》，臺北市：行政院農業發展委員會，1987。
- 呂光洋、汪靜明，《武陵農場河域之原產種魚類生態之初步研究》，臺北市：農委會，1987。
- 呂光洋等，《陽明山國家公園兩棲和爬蟲之生態調查》，臺北市：師範大學生物系，1987。
- 呂光洋，《關山區哺乳類調查及長鬃山羊棲息環境之評估》，南投縣水里鄉：玉山國家公園管理處，1988。
- 呂光洋、游登良，《獸-太魯閣國家公園野生哺乳動物資源》，花蓮縣：內政部營建署太魯閣國家公園管理處，1989。
- 呂光洋，《太魯閣國家公園華南鼬鼠之生態調查》，花蓮縣：內政部營建署太魯閣國家公園管理處，1989。
- 呂光洋、林政彥、曹潔如、張巍薩、花炳榮，《太魯閣國家公園合歡山生態展示中心之規劃》，花蓮縣：內政部營建署太魯閣國家公園管理處，1989。
- 呂光洋、陳世煌、陳賜隆，《臺灣爬蟲類動-陸棲蛇類》，臺灣省政府教育廳，1989。
- 呂光洋，《玉山國家公園關山區哺乳類調查及解說規劃》，南投縣：玉山國家公園管理處，1989。
- 呂光洋、林政彥、莊國碩，《臺灣區野生動物資料庫（一）兩棲類》，臺北市：行政院農業委員會，1990。
- 呂光洋、賴俊样，《臺灣的兩棲類動物》，臺灣省政府教育廳，1990。
- 呂光洋，《臺灣兩棲爬蟲動物》，臺北市：行政院農業委員會，1990。
- 呂光洋等，《陽明山國家公園翠翠谷沼澤生態系之研究調查》，臺北市：內政部營建署陽明山國家公園管理處，1990。
- 呂光洋，《太魯閣國家公園文山、天祥地區台灣長鬃山羊棲息環境之調查》，花蓮縣：內政部營建署太魯閣國家公園管理處，1990。
- 呂光洋、張巍薩、花炳榮，《玉里野生動物自然保護區之動物相調查》， 南投縣：台灣省農林廳林務局，1990。
- 呂光洋、黃紹毅，《臺灣長鬃山羊排遺分解之研究》，臺北市：行政院農委會，1991。
- 呂光洋、楊平世、王穎、王嘉雄等，《國有林-保育類野生動物及珍貴稀有植物圖鑑》，臺灣省農林廳林務局，1992。
- 呂光洋，《台灣區共棲蛙種間棲息區隔之探討》，臺北市：行政院國科會科資中心，1994。
- 呂光洋、羅柳墀，《蠑螈和山椒魚》，臺北市：圖文出版社，1996。
- 呂光洋等合編，《臺灣野生動物資源調查：兩棲類動物資源調查手册》，臺北市：行政院農委會，1996。
- 呂光洋、陳世煌、葉冠群，《兩棲爬蟲類簡介（墾丁國家公園解說教育叢書之七）》，墾丁國家公園管理處，1998。
- 呂光洋，《台灣地區有尾類動物及草蜥類之族群變異及親緣關係之研究》，臺北市：行政院國科會科資中心，1998。
- 呂光洋、杜銘章、向高世，《臺灣兩棲爬行動物圖鑑》，大自然出版社、中華民國自然生態保育協會，1999。
- 呂光洋、黃生、杜銘章，《大武山自然保留區動物資源調查研究：太麻里溪》，臺東縣：行政院農委會林務局臺東林管處，2001。
- 呂光洋、李文傑，《台東利嘉林道動物相調查與橙腹樹蛙生殖生態學之硏究》，臺北市：行政院農業委員會林務局，2002。
- 呂光洋、周文豪、陳添喜、林華慶、李玲玲、方引平、林曜松、徐堉峰，《臺灣野生物遺傳多樣性與保育遺傳研究計畫. 第5年/全程5年》，臺北市：行政院農業委員會林務局，2005。
- 呂光洋，《呂氏攀蜥分布及棲地利用調查期末報告》，宜蘭縣羅東鎮：行政院農業委員會林務局羅東林區管理處，2007。
- 呂光洋，《呂氏攀蜥分布與棲地利用之研究》，宜蘭縣羅東鎮：行政院農業委員會林務局羅東林區管理處，2009。
- 呂光洋、李玲玲、林良恭、姜博仁、陳美汀等，《臺灣地區保育類野生動物圖鑑》，行政院農業委員會林務局，2010。
- 呂光洋、呂勝由、徐堉峰、董景生等，《蘭嶼步道漫遊》，海洋國家公園管理處，2012。

### 錄音
- 呂光洋，《欣賞大自然之美：如何用「心及感官」》，1993。（卡式帶）

## 外部連結
- 呂光洋實驗室網站（页面存档备份，存于）
- Kuang-Yang Lue （页面存档备份，存于），臺灣師範大學開放學者平台